# Хреновская церковно-учительская семинария

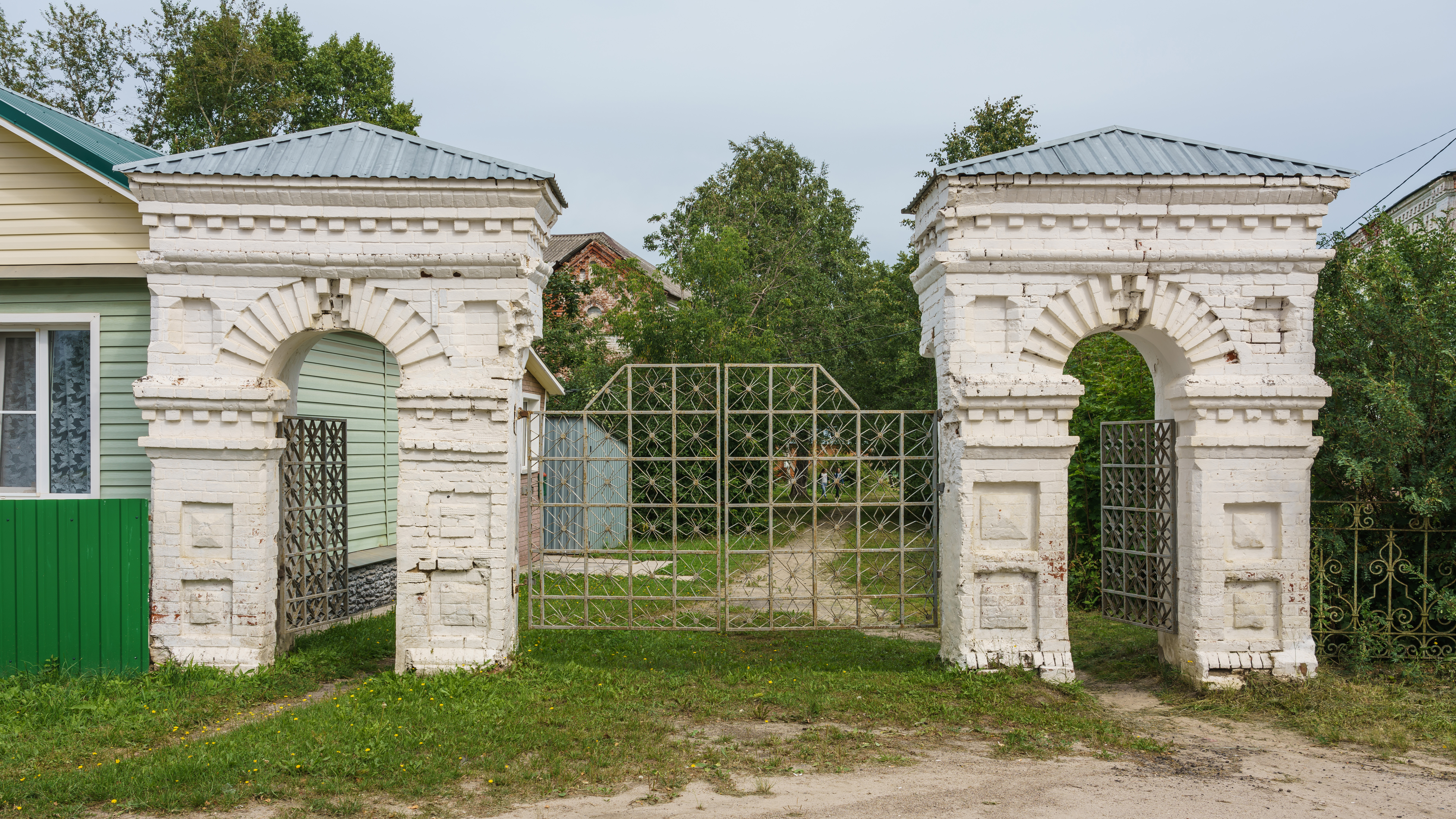
Ворота

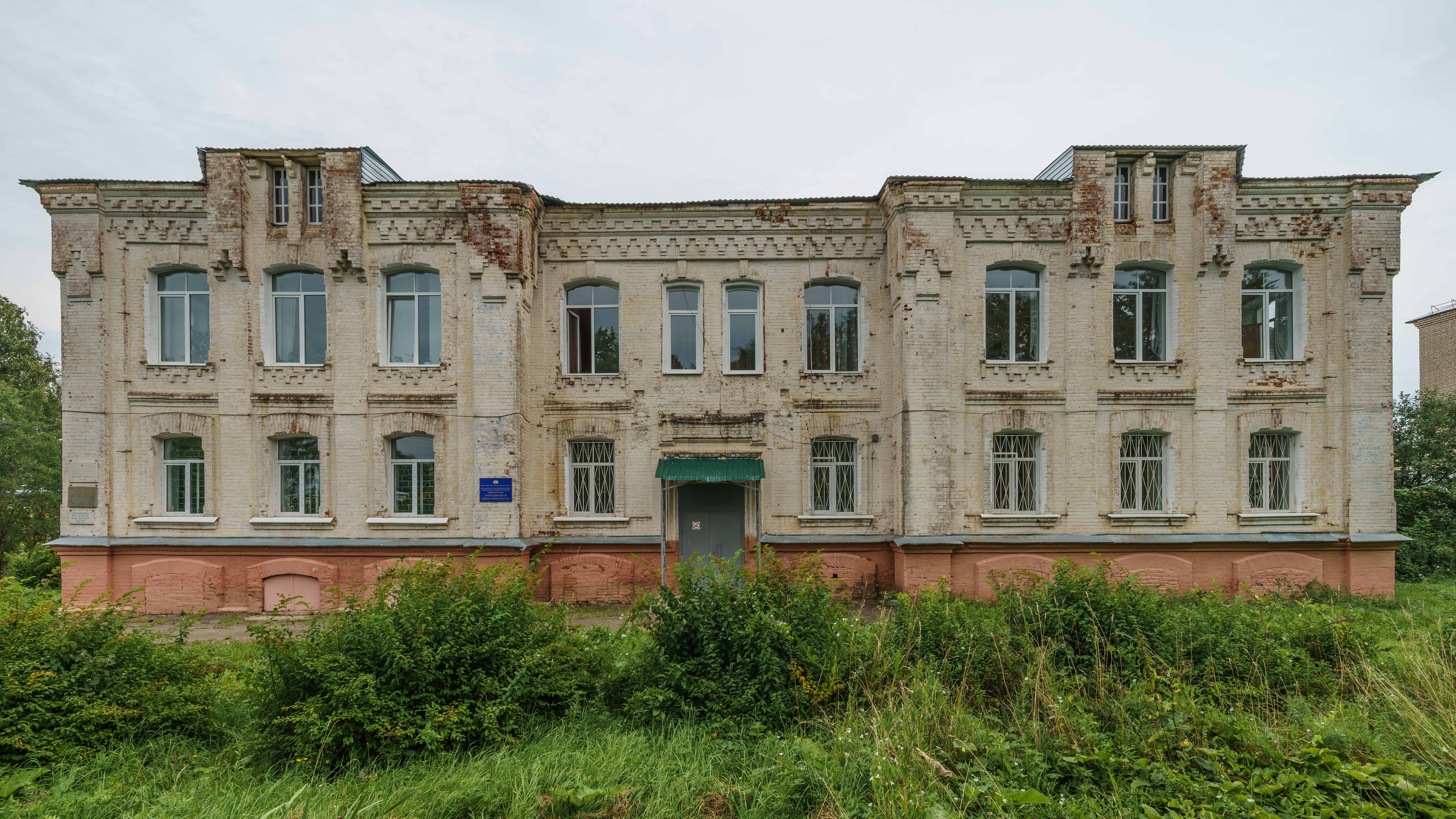
Учебный корпус

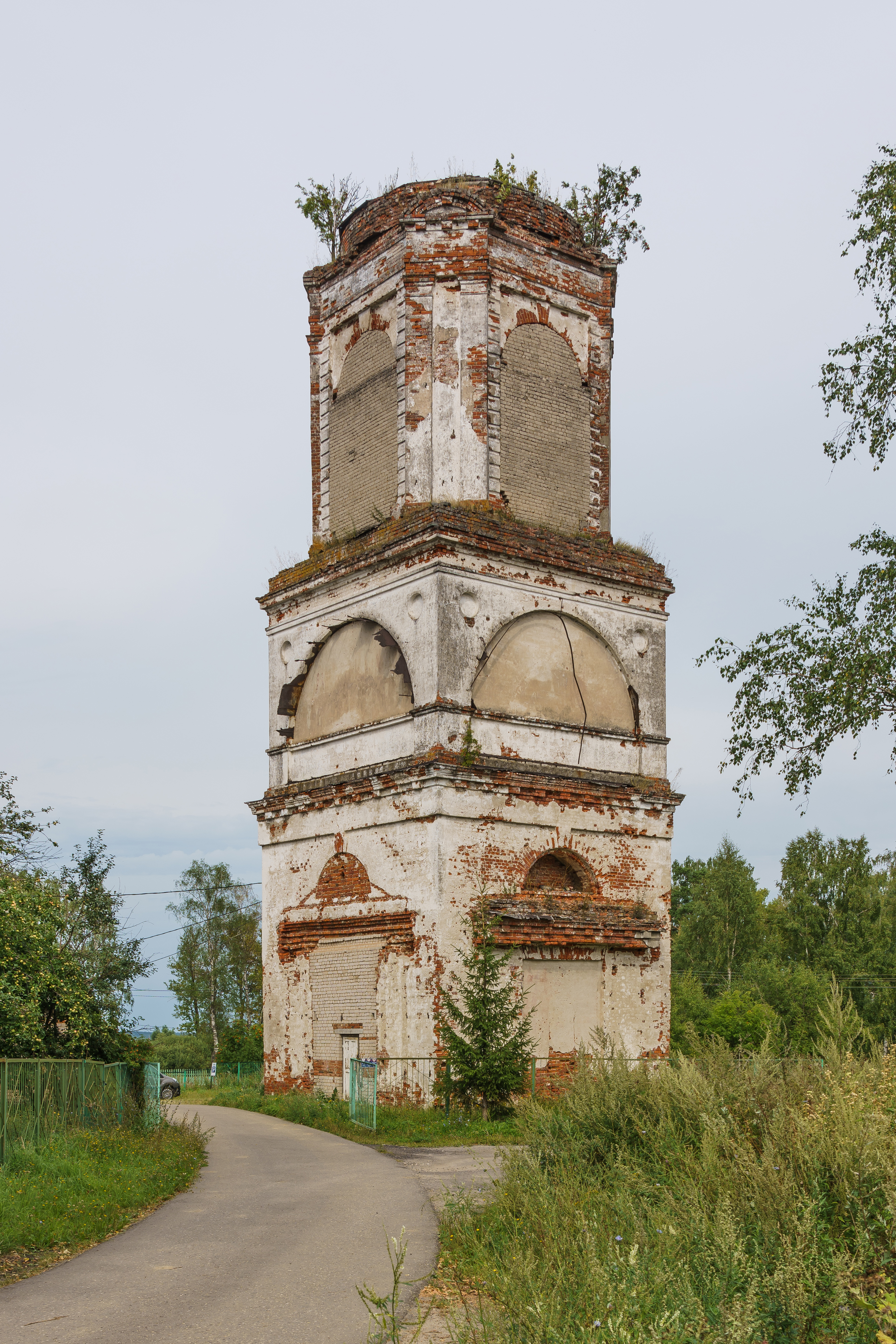
Бывшая колокольня

Хре́новская церко́вно-учи́тельская семинари́я (Хреновская церковно-учительская школа) — учебное заведение, готовившее учителей церковно-приходских школ, существовавшая в 1902—1918 годы. Располагалась в селе Хреново Костромской губернии. Основана и содержалась на средства вичугского фабриканта И. А. Кокорева.
После революции учебное заведение стало светским (педтехникумом, затем Вичугским педучилищем) и продолжало готовить педагогические кадры.

## Краткая история школы
Хреново — старинное село, расположенное в 3 км к северо-западу от современного г. Вичуги на дороге к пос. Старая Вичуга. В селе издавна существовал храм Покрова. В 1828 году построена новая, каменная церковь. При этом храме в 1884 г. была открыта церковно-приходская школа, которая первоначально помещалась в церковной сторожке.
С 1897 года попечителем этой школы стал тезинский фабрикант Иван Кокорев. На его деньги под здание школы было приспособлено отдельное строение, стоявшее близ сторожки, в котором могли помещаться уже свыше 60 учащихся. Но, несмотря на это, количество желающих учиться было столь велико, что решено было построить новое каменное здание, чтобы разместить в нём церковно-приходскую школу уже повышенного типа — второклассную, предназначенную для подготовки учителей школ грамоты. 22 мая (4 июня) 1900 г. состоялась торжественная закладка нового каменного здания.
Но ввиду того, что во всей Костромской епархии ещё не было ни одного учебного заведения, специально готовившего учителей для церковно-приходских школ, то прекрасное здание, предназначавшееся для второклассной церковно-приходской школы, в 1902 г. было открыто в другом качестве — как единственная в епархии церковно-учительская семинария.
«Трёхлетняя программа обучения в этой школе была намного более продвинута, студенты и учителя более сильны, библиотека и учебное оборудование лучше, чем в начальной и второклассной школах, которую я посещал ранее. Я был вполне счастлив в течение двух лет занятий в церковно-учительской школе. За малым исключением, лекции и учебники были интересны и содержательны…» (Питирим Сорокин)
В школе предполагалось также преподавание сельского хозяйства, пчеловодства, садоводства, огородничества, ремесел столярного, сапожного и т. д., для чего имелось соответствующее оборудование. Да и само здание было спроектировано и построено в соответствии с последними требованиями строительной техники и школьной гигиены. Оно было целиком кирпичным, в верхнем этаже помещались классы, рекреация (зал для отдыха) и библиотеки (видимо, имелись в виду ученическая и фундаментальная). В среднем этаже были предусмотрены спальни для учащихся и квартира для учителя пения, в нижнем, полуподвальном — кухня, ученическая столовая и гардероб. Отдельное двухэтажное каменное здание строилось для заведующего и трёх учителей. Позже при школе была открыта так называемая «образцовая» школа, где учащиеся проходили педагогическую практику.
В первый год экзаменовалось 56 человек, принято — 47, в большинстве своем это были дети крестьян Костромской и Владимирской губерний, окончившие второклассные церковно-приходские школы. А 13 (26) мая 1905 г. был сделан первый выпуск. Окончили курс 28 воспитанников.
После революции Хреновская учительская семинария продолжила готовить учителей. В 1920 г. она была преобразована в трёхгодичные педагогические курсы, а затем (с 1921 г.) в педагогический техникум, переименованный позже в Вичугское педагогическое училище. В годы войны в училище размещался госпиталь.
Все годы существования популярность учебного заведения была очень высокой, конкурсы достигали до 10 человек на место.
В 1956 г. педучилище было преобразовано в школу-интернат, который с 1981 г. стал специальным (коррекционным), в котором живут и учатся дети с речевой патологией. В настоящее время многие дети — сироты, а сам интернат нуждается в помощи.

## Благотворитель Иван Кокорев
Иван Александрович Кокорев был крупнейшим вичугским фабрикантом. Он успешно развивал унаследованное от своего тестя Герасима Разорёнова (умер в 1893 году) фабричное дело, значительно расширил его, превратив тезинскую фабрику в крупнейший в регионе комбинат.
Но Кокорев оставил о себе добрую память не только как успешный вичугский промышленник, не только как создатель величественного Воскресенского храма в Тезине (возведён в 1911 году архитектором Иваном Кузнецовым), но и как строитель и попечитель Хреновской церковно-учительской семинарии.
Как сказал Иван Кокорев на открытии нового учебного заведения, «школа построена им для того, чтобы при помощи её возвысить церковь». Но как показала жизнь, кокоревская школа стала рассадником не столько веры, сколько знаний и передовых для своего времени идей.
В Хреновской семинарии, кроме текущего содержания, Кокорев принял на себя устройство библиотеки при школе, которой при желании могли пользоваться и взрослые жители Хренова и окрестных деревень. Продолжая традиции церковной благотворительности, попечитель ежегодно устраивал на Рождество ёлку с подарками для детей, а на Пасху дарил отрезы ткани на одежду: мальчикам — на «пару», девочкам — на платье. Учителям из средств попечителя выплачивалась прибавка к жалованию. Кокорев был также благодетелем Покровской церкви в Хренове, при которой он содержал хор.
В 1905 году в адрес благотворителя были произнесены такие слова от лица первых выпускников школы:
…если мы получили образование, если поднялись из среды тёмного крестьянства до степени учителей и просветителей народных, то этим мы всецело обязаны Ивану Александровичу, как лицу, создавшему достойную для нас школу… Многие из нас учились на средства Ивана Александровича. Ему мы обязаны улучшением нашего стола в большие годовые праздники. Он же заботился о том, чтобы доставить нам здоровые и полезные развлечения, каковым является устройство катка. Он, наконец, капитально увеличил нашу школьную библиотеку и, таким образом, дал нам могучее средство к пополнению и расширению нашего образования и развития.

## Выдающиеся выпускники Хреновской церковно-учительской семинарии
- Кондратьев, Николай Дмитриевич (1892—1938) — выдающийся русский экономист, учёный с мировым именем. Автор теории больших циклов конъюнктуры. Профессор Московской сельскохозяйственной академии, директор Конъюнктурного института при Наркомфине (1920-28), начальник управления экономики и планирования сельского хозяйства Наркомзема РСФСР. Труды по экономике и планированию сельского хозяйства. Уроженец Вичугского края (д. Галуевская). Учился сначала в образцовой Хреновской церковно-приходской школе при церковно-учительской семинарии (1902—1905), затем один год (1905—1906) в Хреновской церковно-учительской семинарии, откуда был уволен по собственному желанию «по семейным обстоятельствам и расстроенному здоровью» (по другим источникам, «по неблагонадёжности»).
- Сорокин, Питирим Александрович (1889—1968) — крупнейший социолог XX века, учёный с мировым именем, один из «отцов американской социологии»; в России был профессором и руководителем кафедры социологии при факультете обществознания Петроградского университета (1920-22); в США был профессором (с 1930) и деканом социологического факультета Гарвардского университета (1930—1959), председателем Американской социологической ассоциации (с 1964). Учился в 1904—1906 гг. в Хреновской церковно-учительской семинарии. Был руководителем отделения эсеров в школе. Вёл активную революционную пропаганду в округе: в результате, попав на 3,5 месяца в кинешемскую тюрьму, был отчислен из семинарии. Друг Н. Кондратьева.
- Климохин, Сергей Капитонович (1889—1942) — советский государственный деятель, соратник Фрунзе. Руководитель Центростачки, организовавшей 300-тысячную всеобщую стачку ткачей 21 октября-17 ноября 1917 г. Председатель исполкома Иваново-Вознесенского губернского Совета (1918—1920); председатель Иваново-Вознесенского губернского совнархоза; председатель Московского губернского совнархоза; заместитель председателя Центрального Союза потребительских обществ СССР (Центросоюза), торгпред в Польше (1932). Организатор Ново-Вичугского районного комитета РСДРП(б) и рабочего кооператива (май 1917). Окончил учительское образование в Хреновской церковно-учительской семинарии (учился в 1906—1907 гг.). В 1906 г., будучи семинаристом, вступил в партию меньшевиков.
- Барсуков Александр Николаевич (1891—1958) — математик, выдающийся педагог. В 1930-34 гг. он был заведующим Высшими педагогическими курсами, деканом физико-математического факультета и заместителем ректора Московского университета, профессором и заведующим кафедрой математики в Институте красной профессуры. В 1932-36 и 1942—1946 гг. А.H. Барсуков — заместитель начальника и главный редактор Учпедгиза. Главный редактор журнала «Математика и физика в школе» (1934—1937), затем главный редактор журнала «Математика в школе» (1937—1941, 1942—1946). В 1948-57 гг. преподавал математику в Московском педагогическом институте им. Ленина. Автор более 30 книг и статей, которые оказали большое влияние на развитие методики преподавания математики. Им написан учебник «Алгебра», по которому учились многие поколения детей во всех школах страны. В Хреновской церковно-учительской семинарии учился в 1905—1907 гг. Был исключён из школы за участие в подпольной ученической организации, занимавшейся революционной пропагандой.
- Аверин, Григорий Иванович (1889—1937) — председатель Кологривской уездной земской управы (1917), священник (с 1921), священномученик (2000). Окончил Хреновскую церковно-учительскую семинарию в 1910 г.
- Батиев, Дмитрий Александрович (1896—1941) — основатель государственности Коми (в виде автономной области в 1921 г.). В 1920 г. Д. Батиев был избран в Зырянский отдел Наркомата по делам национальностей и возглавил работу по созданию Коми автономии. Он сыграл ключевую роль в том, что ВЦИК и Наркомнац согласились на её образование. Правда, сам Батиев предлагал создать Зырянскую советскую социалистическую республику с территорией, почти в семь (!) раз превышающей современную Республику Коми. В 1921 г. был председателем представительства Коми в Наркомнаце в Москве. В 1924—1937 гг. вёл активную краеведческую работу в Обществе изучения Коми края. Был знаком с Питиримом Сорокиным. Возможно, Батиев был причастен к идее строительства железной дороги Вичуга-Ухта (экономические записки проекта были опубликованы в 1928 г. в Иваново-Вознесенске). Учился в Хреновской церковно-учительской семинарии (1912—1916).
- Новиков, Александр Александрович (1900—1976) — крупный советский военачальник, Главный маршал авиации (1944). Дважды Герой Советского Союза. Окончил в 1918 г. Хреновскую учительскую семинарию.

## Выдающиеся выпускники Хреновского педтехникума (Вичугского педучилища)
- Разорёнов Сергей Алексеевич (1909—1991) — русский композитор. Ученик Н. Я. Мясковского. Среди сочинений: симфонические произведения, инструментальные пьесы, романсы, песни. Редактор издательств Музгиза («Музыка») и «Советский композитор» (1946—1973). Хорошо знал семью М. Горького. Родился в Петербурге. В 1917—1924 гг. жил в Старой Вичуге. Учился в эти годы в Хреновском педтехникуме.
- Замыслов Анатолий Дмитриевич (1905-?) — руководитель крупных строек энергетики в советское время. Заслуженный строитель России. Главный инженер на строительстве Зуевской ГРЭС в Донбассе (1938—1940), главный инженер на строительстве крупнейшей в предвоенный год Кураховской ГРЭС (1940—1941, с началом войны турбины демонтированы и эвакуированы на Урал), главный инженер (1941—1942) Управления строительства временных электростанций (они строились в Лёвшино (Пермская обл.), Йошкар-Оле, Чебоксарах, Юрюзани, Бузулуке, Шадринске, Томске, Петропавловске (Казахстан)), начальник строительства Кирово-Чепецкой ТЭЦ (1942). Восстанавливал Кураховскую ГРЭС, строил Мироновскую ГРЭС в Донбассе. Был начальником главка Министерства строительства электростанций, управляющим трестом «Мосэнерго». Лауреат Государственной премии Совета Министров СССР (за сооружение объектов в г. Москве). Уроженец Вичугского края (д. Нефёдово). Выпускник педтехникума (1920-е годы).
- Смирнов Дмитрий Матвеевич (1919—2005) — выдающийся математик-алгебраист, доктор физико-математических наук, профессор, заведующий кафедрой высшей математики мехмата Новосибирского госуниверситета, ученик и коллега академика А. И. Мальцева. Лауреат премии Президента РФ в области образования (2002). Учился (1937—1941) и работал (1946—1962) в Ивановском пединституте: был деканом математического факультета (1957—1959), заведующим кафедрой геометрии (1959—1962). В 1962 г. переезжает в Новосибирск под начало А. И. Мальцева, создавшего всемирно известную сибирскую алгебраическую школу. Кроме преподавания в университете, был заведующим лабораторией алгебраических систем Института математики СО АН СССР (1966—1989). Автор более 100 научных работ, в том числе 2 монографий. Уроженец д. Шилово Фурмановского района (на границе с Вичугским районом). Учился в педучилище в 1930-е годы.
- Ушаков Иван Фёдорович (1921—2002) — доктор исторических наук, крупнейший региональный историк («патриарх Кольского краеведения»), профессор кафедры отечественной истории Мурманского государственного педагогического университета, почетный гражданин г. Мурманска. Ушаков заложил основы краеведения в Мурманской области. Ежегодно в Мурманске проводятся «Ушаковские чтения». С красным дипломом окончил педучилище в 1930-е годы, откуда без экзаменов был принят в Ивановский педагогический институт.
- Родионова Анна Григорьевна (р. 1920) — заслуженный учитель России, завуч начальной школы № 2 (1946—1952) и средней школы № 1 (1952—1975) г. Комсомольска Ивановской обл. Почётный гражданин г. Комсомольска. Училась в педучилище в 1930-е годы.
- Ефремов Виталий Павлович — почётный гражданин Вичугского района, ветеран войны и труда, работал директором совхоза «Каменский», председателем исполкома Ново-Писцовского поселкового совета. Окончил педучилище в 1942 г.
- Полозова, Тамара Дмитриевна (р. 1928) — российский педагог, профессор, член-корреспондент Российской академии образования, автор более трехсот работ в области педагогики. В 1943 г. экстерном сдала экзамены в педучилище.

## Другие знаменитости села Хреново
Подробнее см. в статье Хреново.
- Корчмин Василий Дмитриевич (ок. 1672—1731) — генерал-майор, артиллерист, военный инженер, ближайший сподвижник Петра Великого, владел родовой вотчиной с. Хреново.
- Коновалов Пётр Кузьмич (1781—1846) — основатель фабрикации в Вичугском крае. Был похоронен в с. Хреново.
- Василевский Михаил Александрович (1866—1953) — священник, отец маршала Василевского. Уроженец с. Хреново.
- Михеев Николай Дмитриевич (1908—1987) — оперный певец (тенор). В 1920-х годах работал учителем пения и руководителем хора в Хреновском педтехникуме.